# Whiteface Mountain
Der Whiteface Mountain ist mit einer Höhe von 1483 m der fünfthöchste Berg im US-Bundesstaat New York und einer der höchsten der Adirondack Mountains.
Am Osthang des Berges liegt die Stadt Wilmington, wo sich ein großes Skigebiet befindet. Während der Olympischen Winterspiele 1980 im circa 21 Kilometer entfernten Lake Placid fanden dort die Rennen im Ski Alpin statt. Bis zu einer Höhe von 1400 Metern kann der Berg mit einem Kraftfahrzeug über den Whiteface Memorial Highway befahren werden. Am Ende der Straße befinden sich am Rand Parkplätze. Die restlichen 81 m bis zum Gipfel können zu Fuß zurückgelegt werden. Der Bau des Whiteface Memorial Highway begann 1929 mit einem Spatenstich, an dem der damalige Gouverneur des Bundesstaates New York, Franklin D. Roosevelt, teilnahm. Die Straße kostete schließlich 1,2 Millionen US-Dollar und wurde vollständig vom Bundesstaat finanziert. Der Whiteface Memorial Highway ist 8 Kilometer lang und hat eine durchschnittliche Steigung von 8 %. Am 20. Juli 1935 erfolgte die Eröffnung der Straße, an der Roosevelt, dieses Mal als Präsident, erneut teilnahm. Der Highway ist normalerweise von Mai bis Oktober für Fahrzeuge befahrbar. Zusätzlich wurde beim Bau des Highways das Whiteface Castle am Ende der Straße aus Granit errichtet. Von den Parkplätzen führen zwei Wege zum Berggipfel. Die erste Route ist der Stairway Ridge Trail, ein etwa 0,32 Kilometer langer Fußweg mit Steinstufen. Der zweite Weg ist ein 129 Meter langer Tunnel im Berginneren, an dessen Ende sich ein Aufzug befindet, der die Personen aus 84 Metern Tiefe zum Gipfel befördert.